# Xyleutites miocenicus
Xyleutites miocenicus är en fjärilsart som beskrevs av Igor Kozhanchikov 1957. Xyleutites miocenicus ingår i släktet Xyleutites och familjen träfjärilar. Inga underarter finns listade i Catalogue of Life.